# Betsy Hassett
Pour les articles homonymes, voir Hassett.
Betsy Hassett, née le 4 août 1990 à Auckland, est une footballeuse internationale néo-zélandaise. Elle évolue au poste de milieu de terrain et joue au club du Ungmennafélagið Stjarnan.

## Palmarès

### Palmarès en sélection
- Vainqueur de la Coupe d'Océanie 2014 et 2018.
- Premier tour de la Coupe du monde 2015